# Aplidiopsis discoveryi
Aplidiopsis discoveryi är en sjöpungsart som beskrevs av C.S. Millar 1960. Aplidiopsis discoveryi ingår i släktet Aplidiopsis och familjen klumpsjöpungar. Inga underarter finns listade i Catalogue of Life.